# Jacques Rougeau Jr.
Jacques Rougeau Jr. (Quebec, 13 juni 1960) is een Frans-Canadees voormalig professioneel worstelaar, die bekend is in de jaren 80 en 90 in de World Wrestling Federation (WWF) als The Mountie.
Rougeau Jr. is de zoon Jacques Rougeau Sr..

## In het worstelen
- Finishers en signature moves
  - Als Jacques Rougeau
    - Diving crossbody
    - Missile dropkick
    - Boston crab
    - Bulldog
    - Diving elbow drop
    - Dropkick
    - Jumping back elbow
    - Jumping knee drop
    - Piledriver
    - Small package

  - Als The Mountie
    - Carotid Control Technique
    - Dropkick
    - Jumping back elbow
    - Jumping knee drop
    - Piledriver
    - Skull vice

- Managers
  - Jimmy Hart
  - Sir Oliver Humperdink
  - Colonel Robert Parker
  - Johnny Polo

## Erelijst
- Central States Wrestling
  - NWA Central States Tag Team Championship (1 keer met Bruce Reed)

- Lutte Internationale (Montreal)
  - Canadian International Tag Team Championship (4 keer met Raymond Rougeau)

- Continental Wrestling Association
  - AWA Southern Heavyweight Championship (2 keer)
  - NWA Mid-America Heavyweight Championship (2 keer)

- Southeastern Championship Wrestling
  - NWA Alabama Heavyweight Championship (1 keer)
  - NWA Southeastern Heavyweight Championship (1 keer)

- World Wrestling Federation
  - WWF Intercontinental Championship (1 keer)
  - WWF Tag Team Championship (3 keer met Quebecer Pierre)